# العلاقات التوفالية القرغيزستانية
العلاقات التوفالية القيرغيزستانية هي العلاقات الثنائية التي تجمع بين توفالو وقيرغيزستان.

## مقارنة بين البلدين
هذه مقارنة عامة ومرجعية للدولتين:
| وجه المقارنة                                              | توفالو                         | قيرغيزستان                      |
| --------------------------------------------------------- | ------------------------------ | ------------------------------- |
| المساحة (كم2)                                             | 26                             | 199.95 ألف                      |
| عدد السكان (نسمة)                                         | 11.19 ألف                      | 6.20 مليون                      |
| الكثافة السكانية (ن./كم²)                                 | 43.04 ألف                      | 31.01                           |
| العاصمة                                                   | فونافوتي                       | بيشكك                           |
| اللغة الرسمية                                             | اللغة التوفالوية، لغة إنجليزية | اللغة الروسية، اللغة القيرغيزية |
| العملة                                                    | دولار توفالو                   | سوم قيرغيزستاني                 |
| الناتج المحلي الإجمالي (بليون دولار)                      | 39.73 مليون                    | 7.56 مليار                      |
| الناتج المحلي الإجمالي (تعادل القوة الشرائية) بليون دولار | 38.93 مليون                    | 20.45 مليار                     |
| الناتج المحلي الإجمالي الاسمي للفرد دولار أمريكي          | 3.29 ألف                       | 1.10 ألف                        |
| الناتج المحلي الإجمالي للفرد دولار أمريكي                 | 3.77 ألف                       |                                 |
| مؤشر التنمية البشرية                                      |                                | 0.655                           |
| رمز المكالمات الدولي                                      | +688                           | +996                            |
| رمز الإنترنت                                              | .tv                            | .kg                             |
| المنطقة الزمنية                                           | ت ع م+12:00                    | ت ع م+06:00                     |

## منظمات دولية مشتركة
يشترك البلدان في عضوية مجموعة من المنظمات الدولية، منها:
| علم المنظمة | اسم المنظمة                   | تاريخ انضمام توفالو | تاريخ انضمام قيرغيزستان |
| ----------- | ----------------------------- | ------------------- | ----------------------- |
|             | بنك التنمية الآسيوي           | 1993                | 1994                    |
|             | مؤسسة التنمية الدولية         | 24 يونيو 2010       | 24 سبتمبر 1992          |
|             | يونسكو                        | 21 أكتوبر 1991      | 2 يونيو 1992            |
|             | الأمم المتحدة                 | 5 سبتمبر 2000       | 2 مارس 1992             |
|             | الاتحاد البريدي العالمي       | ?                   | ?                       |
|             | البنك الدولي للإنشاء والتعمير | 24 يونيو 2010       | 18 سبتمبر 1992          |
|             | الاتحاد الدولي للاتصالات      | 15 أغسطس 1996       | 20 يناير 1994           |
|             | منظمة حظر الأسلحة الكيميائية  | ?                   | ?                       |

## وصلات خارجية
- موقع وزارة الخارجية القيرغيزستانية